# Juan Manuel Toro Vallejo

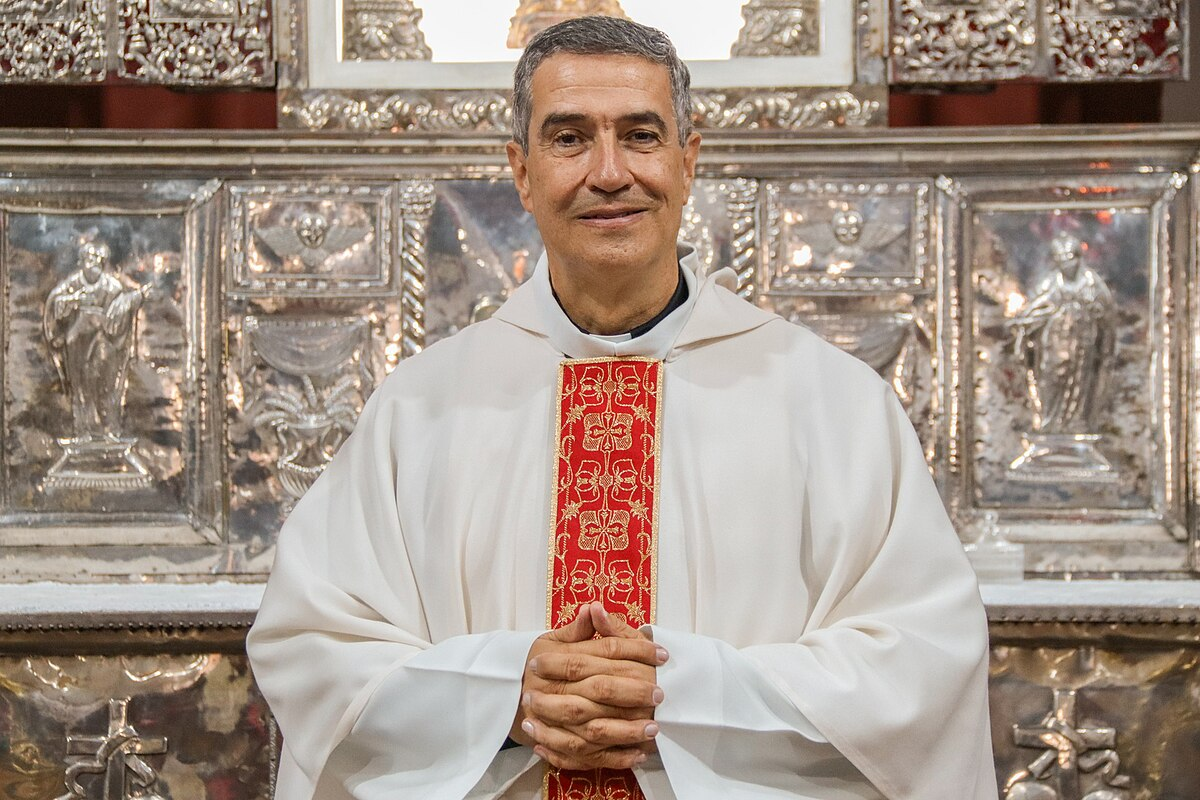
Juan Manuel Toro Vallejo (Mai 2024)

Bischofswappen von Juan Manuel Toro Vallejo

Juan Manuel Toro Vallejo (* 9. Mai 1959 in Medellín) ist ein kolumbianischer römisch-katholischer Geistlicher und Bischof von Girardota.

## Leben
Juan Manuel Toro Vallejo studierte Philosophie und Theologie am nationalen Priesterseminar Cristo Sacerdote in La Ceja und an der Università Santo Tomàs in Bogotá. Am 3. November 1995 empfing er das Sakrament der Priesterweihe für das Bistum Sonsón-Rionegro.
Nach der Priesterweihe war er bis 1997 als Ausbilder am Intermissionsseminar San Luis Beltràn in Bogotá und von 1998 bis 1999 am Priesterseminar Cristo Sacerdote in Yarumal tätig. Nach zwei Jahren als Rektor des Colegio Mons. Alfonso Uribe Jaramillo in Rionegro war er von 2001 bis 2003 Ausbilder am Diözesanseminar San Pedro Apóstol im Erzbistum Cali. Von 2003 bis 2004 studierte er Spiritualität bei den Sulpizianern in Montreal und war anschließend bis 2009 zunächst Ausbilder und dann Regens des Diözesanseminars des Bistums Sonsón-Rionegro. Von 2010 bis 2017 war er Rektor des Intermissionsseminars San Luis Beltràn in Bogotá. Ab 2020 war er Direktor der Priestervereinigung der Diener des Heiligen Geistes.
Papst Franziskus ernannte ihn am 21. März 2024 zum Bischof von Girardota. Der Bischof von Sonsón-Rionegro, Fidel León Cadavid Marín, spendete ihm am 18. Mai desselben Jahres in der Kirche Nuestra Señora del Carmen in El Carmen de Viboral die Bischofsweihe. Mitkonsekratoren waren der Erzbischof von Medellín, Ricardo Tobón, und der emeritierte Erzbischof von Ibagué, Flavio Calle Zapata. Die Amtseinführung im Bistum Girardota fand am 25. Mai 2024 statt.